# Aszur-bunaja-usur
Aszur-bunaja-usur (akad. Aššur-būnāja-uṣur, zapisywane mdAššur-dù-a-a-pap, tłum. „Aszurze, strzeż mego wyglądu!”) – wysoki dostojnik pełniący urząd rab szake („wielkiego podczaszego”) za rządów asyryjskich królów Salmanasara III (858-824 p.n.e.) i Szamszi-Adada V (823-811 p.n.e.). Czterokrotnie, w 855, 844, 825 i 816 r. p.n.e., pełnił również urząd limmu (eponima).
Zgodnie z asyryjskimi listami i kronikami eponimów Aszur-bunaja-usur zajmował urząd eponima cztery razy - trzykrotnie za rządów Salmanasara III (w 855, 844 i 825 r. p.n.e.) i raz za rządów Szamszi-Adada V (w 816 r. p.n.e.). O tym, iż mamy tu do czynienia z jedną i tą samą osobą, świadczyć może fakt, iż zarówno jako eponim w 855 r. p.n.e., jak i jako eponim w 816 r. p.n.e., nosi on ten sam tytuł „wielkiego podczaszego”. Wydaje się, iż w jakiś czas po 855 r. p.n.e. mógł on na pewien czas przestać być „wielkim podczaszym”, gdyż w 838 r. p.n.e. tytuł ten nosił już inny eponim, Ninurta-kibsi-usur. Najprawdopodobniej w tym czasie Aszur-bunaja-usur był gubernatorem jednej z prowincji, gdyż w asyryjskich listach eponimów w uszkodzonym wpisie za rok 844 p.n.e. przedstawiany jest on jako „Aszur-bunaja, gubernator...” (Aššur-dù-a-a ša...). Nie wiadomo jaki tytuł zajmował Aszur-bunaja-usur w 825 r. p.n.e., gdy ponownie został eponimem (tekst asyryjskiej listy eponimów jest w tym miejscu uszkodzony).